# India op de Olympische Zomerspelen 1956
India nam deel aan de Olympische Zomerspelen 1956 in Melbourne, Australië. Voor de zesde en laatste keer op rij won India het hockeytoernooi.

## Medailleoverzicht
| Sport  | Olympiër | Discipline | Medaille |
| ------ | --- | ---------- | -------- |
| Hockey | Balbir Singh sr. (aanvoerder) Shankar Lakshman (doelman) Ranganathan Francis Bakshish Singh Randhir Singh Gentle Leslie Claudius Amir Kumar Govind Perumal Charles Stephen Gurdev Singh Udham Singh Raghbir Singh Bhola Balkrishan Singh Haripal Kaushik Raghbir Lal Hardayal Singh Amit Singh Bakshi | mannen     | Goud     |

## Deelnemers en resultaten

### Atletiek
| Olympiër         | Discipline             | Resultaat | Prestatie                                             |
| ---------------- | ---------------------- | --------- | ----------------------------------------------------- |
| Milkha Singh     | 200m (m)               | 46e       | serie 2: 4de in 22,47                                 |
| Milkha Singh     | 400m (m)               | 27e       | serie 5: 4de in 49,07                                 |
| Sohan Singh      | 800m (m)               | 18e       | serie 3: 4de in 1,52,4                                |
| Sri Chand Ram    | 110m horden (m)        | 22e       | serie 4: 6de in 15,40                                 |
| Jagdev Singh     | 400m horden (m)        | 28e       | serie 2: 5de in 55,2                                  |
| Ram Mehar        | verspringen (m)        | 22e       | kwalificatie: 22ste met 6,92m                         |
| Mohinder Singh   | hink-stap-springen (m) | 15e       | kwalificatie: 15de met 14,93m finale: 15de met 15,20m |
| Ajit Singh Balla | hoogspringen (m)       | 14e       | kwalificatie: 13de met 1,92m finale: 14de met 1,96m   |

### Gewichtheffen
| Olympiër            | Discipline | Resultaat | Prestatie                                                                                |
| ------------------- | ---------- | --------- | ---------------------------------------------------------------------------------------- |
| Valli Asari Mookan  | -56kg (m)  | 12e       | drukken: 12de met 80kg trekken: 13de met 80kg stoten: 11de met 112,5kg totaal: 272,5kg   |
| Kamineni Eswara Rao | -90kg (m)  | 11e       | drukken: 10de met 122,5kg trekken: 12de met 110kg stoten: 11de met 147,5kg totaal: 380kg |
| Dandamudi Rajagopal | +90kg (m)  | 9e        | drukken: 9de met 122,5kg trekken: 9de met 105kg stoten: 9de met 132,5kg totaal: 360kg    |

### Hockey
| Olympiër | Discipline | Resultaat | Prestatie |
| --- | ---------- | --------- | --- |
| Balbir Singh sr. (aanvoerder) Shankar Lakshman (doelman) Ranganathan Francis Bakshish Singh Randhir Singh Gentle Leslie Claudius Amir Kumar Govind Perumal Charles Stephen Gurdev Singh Udham Singh Raghbir Singh Bhola Balkrishan Singh Haripal Kaushik Raghbir Lal Hardayal Singh Amit Singh Bakshi | mannen     | Goud      | groep A: 1ste W van Singapore: 6-0 W van Afghanistan: 14-0 W van Verenigde Staten: 16-0 halve finale: W van Duitsland: 1-0 finale: W van Pakistan: 1-0 |

### Schietsport
| Olympiër         | Discipline                 | Resultaat | Prestatie                  |
| ---------------- | -------------------------- | --------- | -------------------------- |
| Harihar Banerjee | 50m geweer 3 houdingen (m) | 35e       | 1111 punten: (379-371-361) |
| Haricharan Shaw  | 50m geweer 3 houdingen (m) | 38e       | 1102 punten: (391-372-338) |

### Turnen
| Olympiër     | Discipline               | Resultaat | Prestatie    |
| ------------ | ------------------------ | --------- | ------------ |
| Sham Lal     | individuele meerkamp (m) | 62e       | 77,10 punten |
| Anant Ram    | individuele meerkamp (m) | 63e       | 65,55 punten |
| Pritam Singh | individuele meerkamp (m) | 61e       | 77,35 punten |

### Voetbal
| Olympiër | Discipline | Resultaat | Prestatie |
| --- | ---------- | --------- | --- |
| Hussain Ahmed Syed Khaja Azizuddin Tulsidas Balaram P. K. Banerjee Samar Banerjee Neville D'Souza Muhammad Kannayan Mariappa Kempiah Krishnaswamy Kittu Sheikh Abdul Latif Muhammad Noor S. S. Narayan Nikhil Nandy Krishna Pal Abdul Rahman Muhammad Salaam Peter Thangaraj Mohammed Zulfiqaruddin | mannen     | 4e        | 1ste ronde: vrij kwartfinale: W van Australië: 4-2 halve finale: V van Joegoslavië: 1-4 bronzen finale: V van Bulgarije: 0-3 |

### Worstelen
| Olympiër             | Discipline  | Resultaat   | Prestatie                                                                                               |
| Vrije stijl          | Vrije stijl | Vrije stijl | Vrije stijl                                                                                             |
| -------------------- | ----------- | ----------- | --- |
| Baban Daware         | -52kg (m)   | 7e          | 1ste ronde: V van JPN Asai 2de ronde: W van KOR Lee: 3-0 3de ronde: V van URS Tsakalamanidze            |
| Tarashkeswar Pandey  | -57kg (m)   | 7e          | 1ste ronde: V van GER Kämmerer: 0-3 2de ronde: W van BEL Vercouteren: 3-0 3de ronde: V van IRI Yaghoubi |
| Ram Sarup            | -62kg (m)   | 8e          | 1ste ronde: V van BEL Mewis: 0-3 2de ronde: vrij 3de ronde: V van URS Salimoellin: 0-3                  |
| Lakhshmi Kant Pandey | -67kg (m)   | 11e         | 1ste ronde: V van ITA Nizzola 2de ronde: V van TUR Güngör: 0-3                                          |
| Devi Singh           | -73kg (m)   | 11e         | 1ste ronde: V van IRI Sorouri 2de ronde: V van JPN Ikeda                                                |
| Bakshish Singh       | -79kg (m)   | 9e          | 1ste ronde: W van AUS Davies: 3-0 2de ronde: V van RSA van Zyl: 0-3 3de ronde: V van SWE Lindblad       |
| Lila Ram             | +87g (m)    | 10e         | 1ste ronde: V van GBR Richmond: 0-3 2de ronde: V van TUR Kaplan                                         |

### Zwemmen
| Olympiër        | Discipline           | Resultaat | Prestatie              |
| --------------- | -------------------- | --------- | ---------------------- |
| Sri Chand Bajaj | 100m vrije slag (m)  | 34e       | serie 3: 7de in 1.01,6 |
| Shamsher Khan   | 200m schoolslag (m)  | 16e       | serie 1: 5de in 3.19,0 |
| Shamsher Khan   | 200m vlinderslag (m) | 19e       | serie 2: 6de in 3.06,3 |

Afghanistan · Argentinië · Australië · Bahama's · België · Bermuda · Birma · Brazilië · Brits-Guiana · Bulgarije · Cambodja* · Canada · Ceylon · Chili · Colombia · Cuba · Denemarken · Duits eenheidsteam · Egypte* · Ethiopië · Fiji · Filipijnen · Finland · Frankrijk · Griekenland · Groot-Brittannië · Hongarije · Hongkong · Ierland · IJsland · India · Indonesië · Iran · Israël · Italië · Jamaica · Japan · Joegoslavië · Kenia · Liberia · Luxemburg · Malakka · Mexico · Nederland* · Nieuw-Zeeland · Nigeria · Noord-Borneo · Noorwegen · Oeganda · Oostenrijk · Pakistan · Peru · Polen · Portugal · Puerto Rico · Roemenië · Singapore · Sovjet-Unie · Spanje* · Taiwan · Thailand · Trinidad en Tobago · Tsjecho-Slowakije · Turkije · Uruguay · Venezuela · Verenigde Staten · Vietnam · Zuid-Afrika · Zuid-Korea · Zweden · Zwitserland*

*alleen deelgenomen in Stockholm